# محاصره بورسا
محاصره بورسا یا محاصره پروسا از سال ۱۳۱۷- ۱۳۲۶ میلادی رخ داد. طی این نبرد، نیروهای عثمانی طی نقشه‌ای جسورانه به شهر بیزانسی بورسا حمله کردند. آنان با فتح بورسا که شهری بسیار کلیدی بود دروازه جدیدی به سوی فتوحات گشودند. بورسا به عبارتی اولین پایتخت عثمانی تا سال ۱۳۶۵ میلادی بود که در آن سال ادرنه فتح و به پایتختی برگزیده شد.علت طولانی بودن این محاصره نبود ماشین‌های محاصره‌ای برای این فتح بود.